# Opuntia pinkavae
Opuntia pinkavae es una especie fanerógama perteneciente a la familia Cactaceae. Es nativa de Norteamérica en Arizona y Utah.

## Descripción
Opuntia pinkavae es un arbusto extendido o ascendente que alcanza un tamaño de 10 a 25 centímetros de altura. Los cladodios estrechos a ampliamente ovados, planos y firmemente conectado son calvos o ligeramente esponjosos.Miden 6,5 cm de largo y 3  a 11 cm de ancho Las espaciados aréolas de 1,5 a 2 cm  llevan en la parte superior vistosos y densos gloquidios de 2 a 4 milímetros de longitud, con 1 a 4 espinas amarillento-grises a gris blanquecinas que surgen en las areolas superiores,  apuntando hacia abajo a posición vertical y de 3,5 a 7 centímetros de largo. Las flores son de color magenta y rosa de 4,5 a 7,5 cn de largo. Los secos frutos alcanzan un diámetro de 2 a 2,5 centímetros.

## Taxonomía
Opuntia pinkavae  fue descrita por Bruce Dale Parfitt y publicado en Rhodora 99(899): 223–227, f. 1. 1997[1998].
Etimología
Opuntia: nombre genérico  que proviene del griego usado por Plinio el Viejo para una planta que creció alrededor de la ciudad de Opus en Grecia.
pinkavae: epíteto otorgado en honor del botánico estadounidense Donald John Pinkava (* 1933).
Sinonimia
- Opuntia basilaris var. woodburyi W.H. Earle[4]